# Кинг-Кроули, Кэти
Кэти Кинг-Кроули (англ. Katie King-Crowley; род. 24 мая 1975, Сейлем, Нью-Гэмпшир), урождённая Кинг (англ. King) — американская хоккейная нападающая и тренер, а также софтбольный питчер. С 2007 года возглавляет студенческую команду Бостонского коллкджа «Бостон Колледж Иглз». Обладательница полного комплекта олимпийских медалей: «золото» 1998 года, «серебро» 2002 года и «бронза» 2006 года. Чемпионка мира 2005 года, обладательница пяти серебряных медалей чемпионатов мира (1997, 1999, 2000, 2001, 2004). Всего за сборную провела 223 матча и набрала 278 очков (третий показатель в истории сборной США), в числе которых 153 гола и 125 результативных передач.
Выпускница Брауновского университета, играла за команду «Браун Беарз» как в хоккей с шайбой, так и в софтбол, является членом Зала славы «Беарз» и как хоккеистка, и как софтболистка. Также входит в Зал славы американского хоккея и Зал славы женщин Род-Айленда.
Муж — хоккеист Том Кроули (род. 1970), дочь Кэмрин.